# يوري دروزدوف (لاعب كرة قدم)
يوري أليكسيفيتش دروزدوف (من مواليد 16 يناير 1972) هو مدرب كرة قدم وطني و لاعب خط وسط سابق قضى معظم حياته المهنية مع إف سي لوكوموتيف موسكو. كان جزءًا من فريق تحت 20 سنة لكرة القدم من الاتحاد السوفييتي ، الذي احتل المركز الثالث في بطولة العالم للشباب في عام 1991.

## وصلات خارجية
- يوري دروزدوف على موقع قاعدة بيانات كرة القدم.إي يو (الإنجليزية)
- يوري دروزدوف على موقع ناشيونال فوتبول تيمز (الإنجليزية)